# Scaevola sericea
Scaevola sericea är en tvåhjärtbladig växtart som beskrevs av Forst. f. Scaevola sericea ingår i släktet Scaevola och familjen Goodeniaceae. Utöver nominatformen finns också underarten S. s. tuamotuensis.

## Bildgalleri

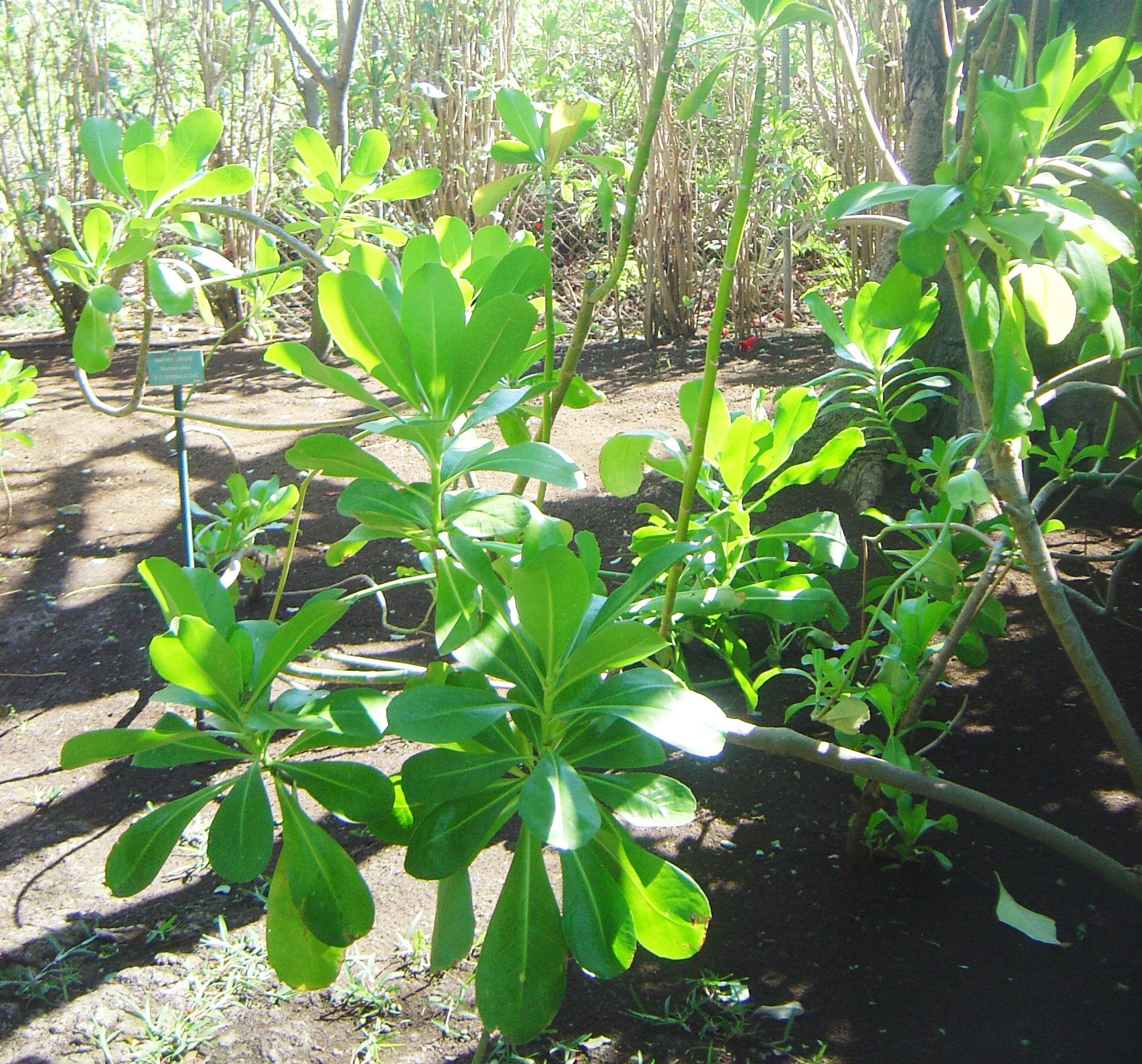
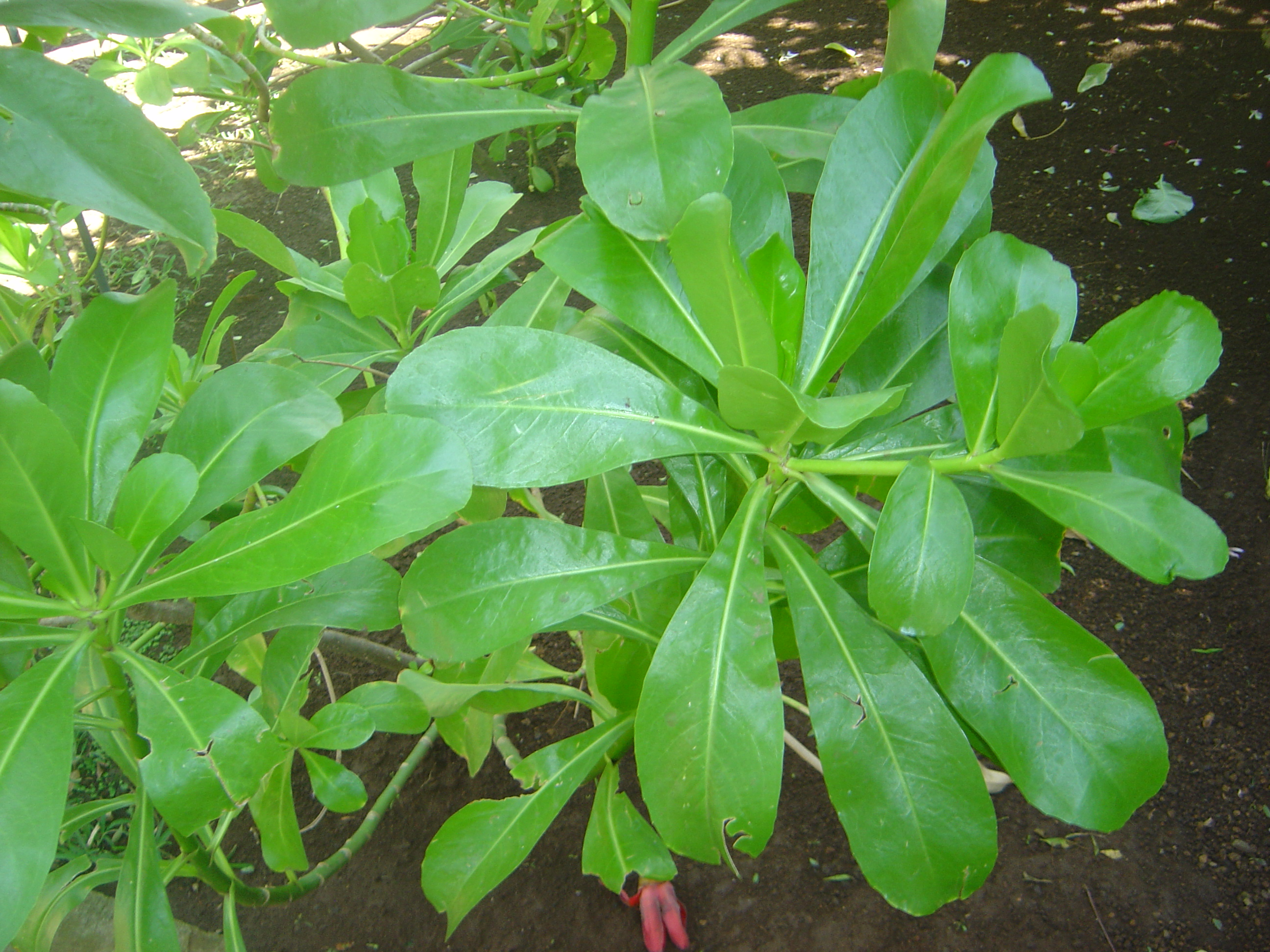
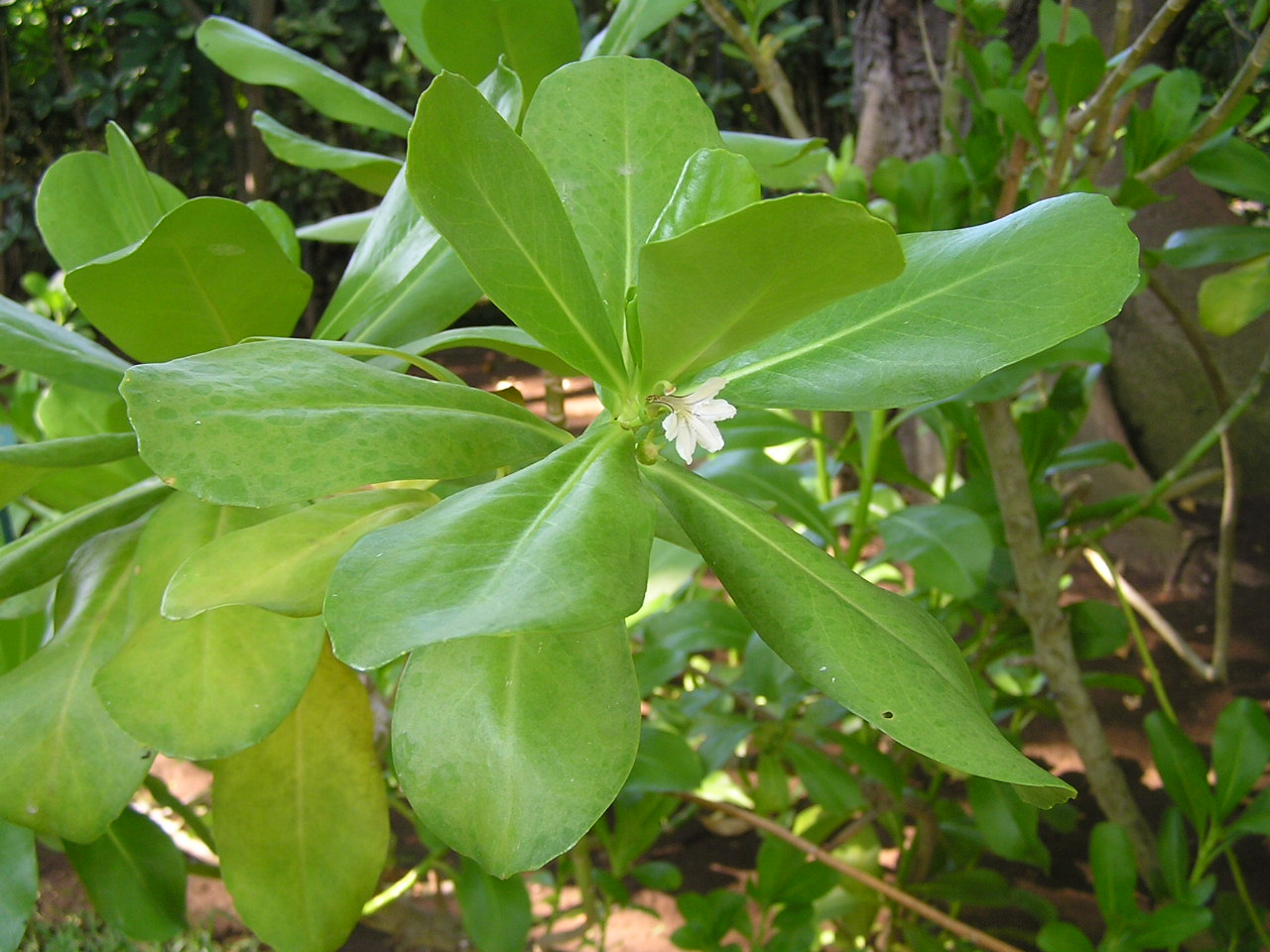
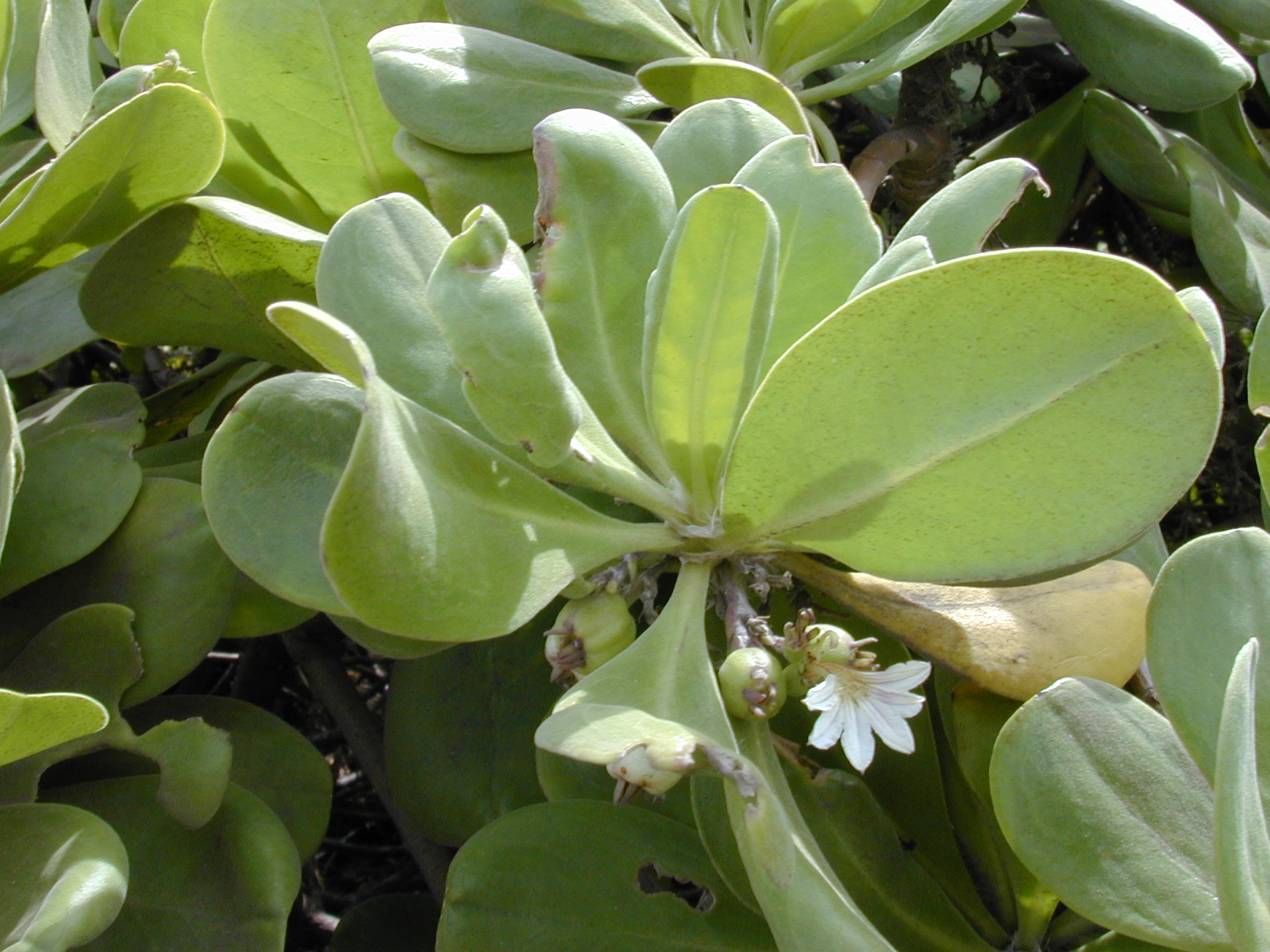
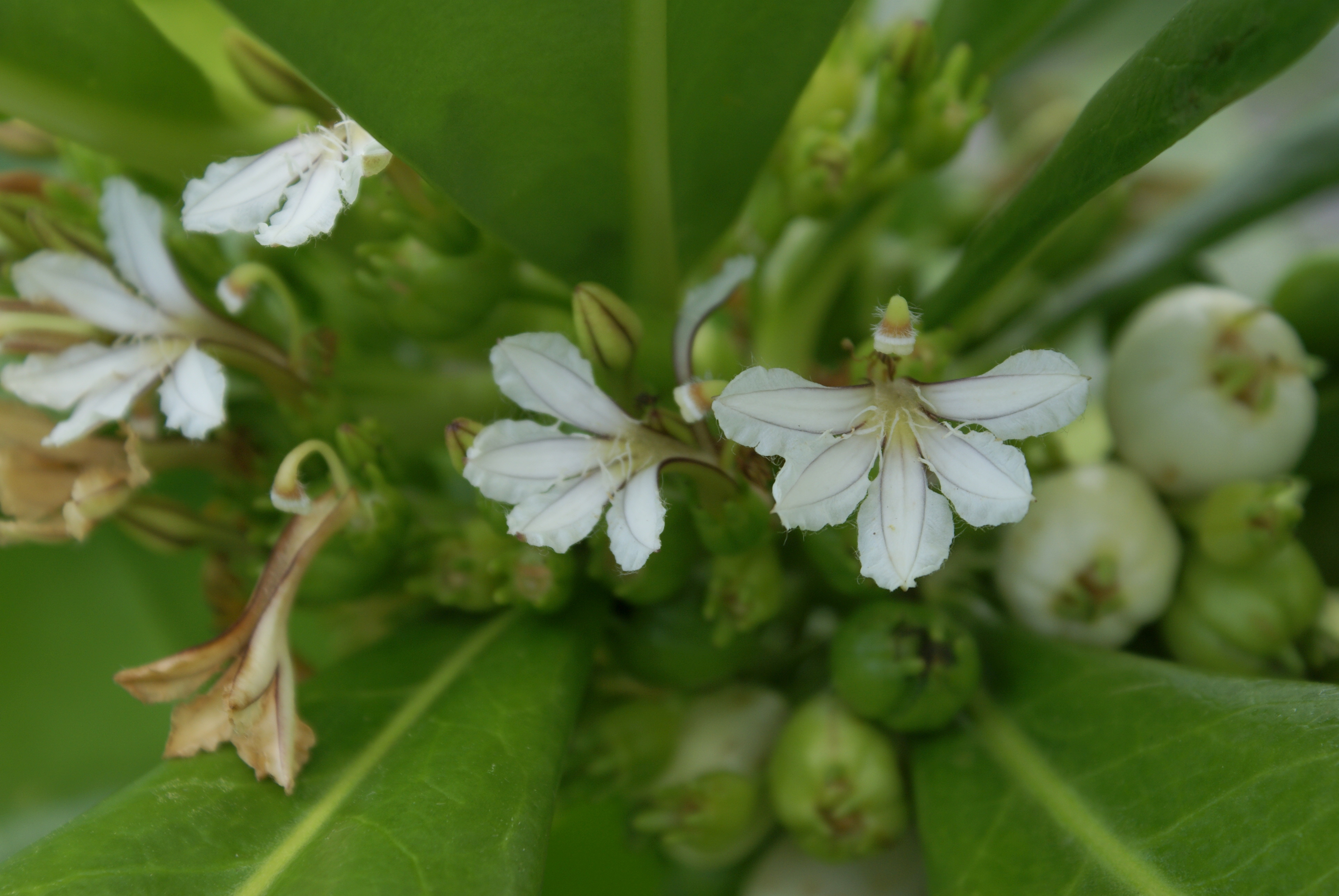
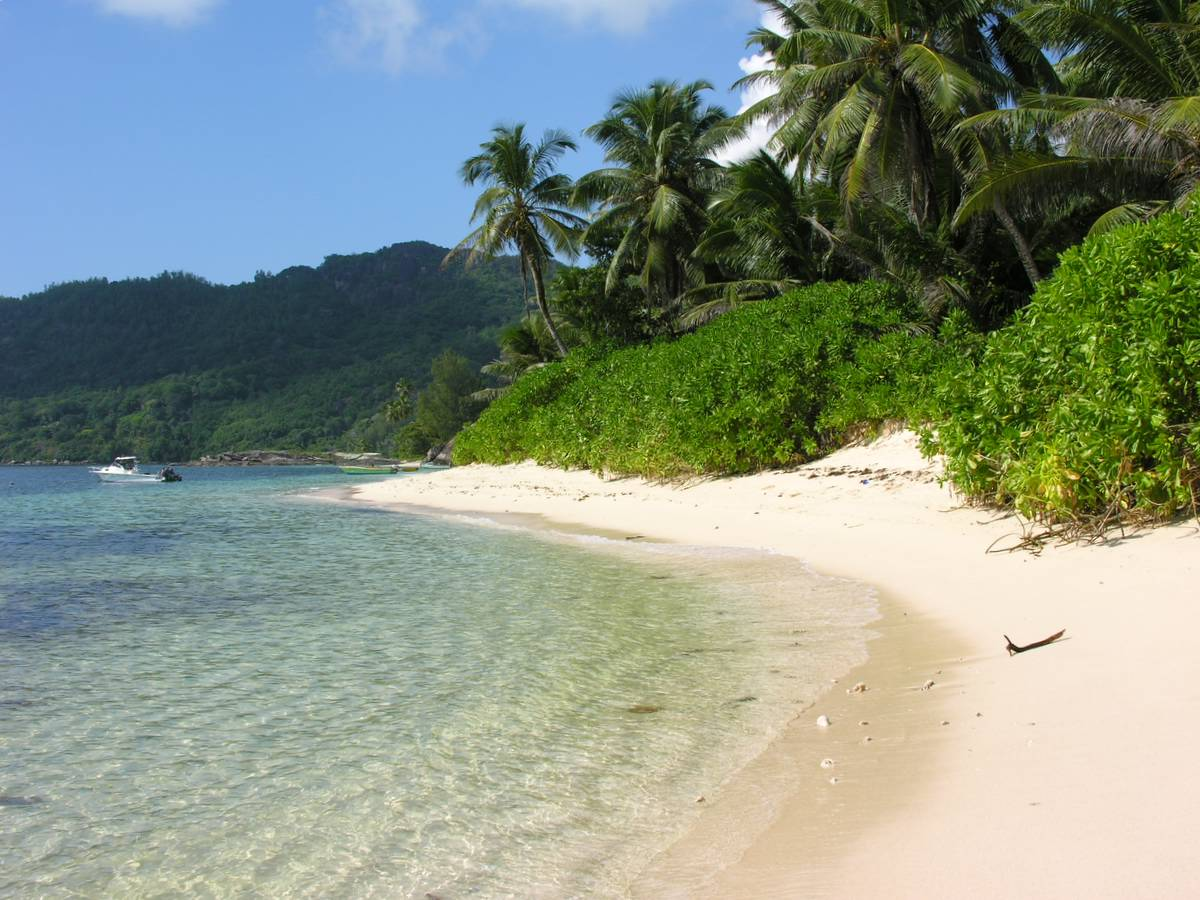